# Campeonato Mundial de Esgrima de 1921
O Campeonato Mundial de Esgrima de 1921 foi a 1ª edição do torneio organizado pela Federação Internacional de Esgrima (FIE) de forma não oficial. O evento foi realizado em Paris, França. 

## Resultados
Masculino
| Evento            | Ouro                   | Prata                     | Bronze                                 |
| Espada individual | França · Lucien Gaudin | França · Gaston Cornereau | Países Baixos · Henri Wijnoldy-Daniëls |

## Quadro de medalhas
País sede
| Ordem | País          | Medalha de ouro | Medalha de prata | Medalha de bronze |   |
| ----- | ------------- | --------------- | ---------------- | ----------------- | - |
| 1     | França        | 1               | 1                |                   | 2 |
| 2     | Países Baixos |                 |                  | 1                 | 1 |
| TOTAL | TOTAL         | 1               | 1                | 1                 | 3 |